# Bleptina trimera
Bleptina trimera är en fjärilsart som beskrevs av George Francis Hampson. Bleptina trimera ingår i släktet Bleptina och familjen nattflyn. Inga underarter finns listade i Catalogue of Life.